# Hans-Jürgen Sulk
Hans-Jürgen „Hennes“ Sulk (* 23. Juni 1944 in Hamm; † 16. September 1996) war ein deutscher Handballspieler und -trainer. Der Linksaußen wurde mit dem TSV Grün-Weiß Dankersen dreimal Deutscher Meister und lief für die deutsche Nationalmannschaft auf.

## Karriere
Sulk begann in seiner Jugend zunächst mit dem Fußballspielen und war ein hervorragender Zehnkämpfer. Eine seiner besonderen Fähigkeiten war seine Schnelligkeit, die ihm nach seinem Wechsel zum Handball auf der Linksaußen-Position zugutekam. Er wurde 1963 mit dem TuS 59 Hamm Jugend-Westfalenmeister und erhielt Berufungen zur WHV-Auswahl. 1964 wechselte er zum PSV Dortmund in die Oberliga. 1965 wurde er zunächst zum DHB-Nachwuchs eingeladen und debütierte in der Qualifikation zur Weltmeisterschaft 1967 am 27. November 1965 beim Auswärtsspiel in Mechelen gegen Belgien für die deutsche Nationalmannschaft der Männer. Im Zuge seines erfolgreich abgeschlossenen Sport-Studiums an der Sporthochschule Köln erwarb er zusätzlich das Fußballlehrer-Diplom. Im Februar 1968 schloss er sich dem amtierenden Deutschen Meister TSV Grün-Weiß Dankersen an und arbeitete fortan am Herder-Gymnasium in Minden als Lehrer. Parallel begann er bereits seine Trainer-Karriere beim TSV Rothenuffeln. Mit Dankersen wurde Sulk je dreimal Deutscher Meister (zweimal Feld, einmal Halle) sowie Feldhandball-Europapokalsieger. Das Endspiel um die deutsche Feld-Meisterschaft 1971 gegen den TuS Wellinghofen verpasste er jedoch verletzt und musste seine Karriere mit 28 Jahren in der Folge-Saison aufgrund einer Handverletzung beenden und begann ein Biologie-Studium.
Insgesamt absolvierte er für die deutsche Nationalmannschaft acht Länderspiele (sechs in der Halle, zwei auf dem Feld), in denen er zehn Tore erzielte.
Als Trainer wurde er 1972 mit der A-Jugend von Grün-Weiß Dankersen ebenfalls Deutscher Meister und trainierte ab November 1972 den Regionalligisten TuS Eintracht Minden, mit dem er in die Oberliga abstieg. Im Dezember 1973 wurde bekannt, dass Sulk ab 1974 neuer Trainer der ägyptischen Nationalmannschaft wird. Kurz vor Antritt der Stelle zerschlug sich dieses Vorhaben jedoch aufgrund politischer Bedenken und er setzte seine Arbeit bei Eintracht Minden fort. 1974 ging er zum Regionalligisten SVH Kassel, kehrte jedoch nach einer Saison nach Minden zurück und übernahm Grün-Weiß Dankersen in der Bundesliga. Im Finalspiel um die Deutsche Meisterschaft musste man sich jedoch dem VfL Gummersbach knapp mit 11:12 geschlagen geben. Es folgten weitere, meist nicht länger als ein Jahr andauernde Anstellungen bei TuS Minderheide, Regionalligist TuS Spenge, Frauen-Bundesligist TuS Eintracht Minden, VfB Holzhausen II, Bundesligist TBV Lemgo und Zweitligist TuS Nettelstedt. Danach war Sulk einige Jahre nicht mehr als Trainer aktiv, ehe er erneut jeweils kurzzeitig für die Vereine SG Hohnhorst/Haste, SG Veltheim/Lohfeld und VT Bückeburg tätig war. In Bückeburg musste er im Januar 1996 aus gesundheitlichen Gründen zurücktreten. Am 16. September 1996 erlag er einer Leber- und Darmerkrankung.
Sulk war seit 1969 verheiratet und hatte zwei Kinder. Zwischenzeitlich war er auch als Fußballtrainer aktiv und trainierte jeweils für ein halbes Jahr 1972 den Kreisligisten SV Weser Leteln und 1983 den B-Jugend-Landesligisten SV Minden 05.

## Erfolge
- Deutscher Meister (4): 1972 H  A  T, 1970, 1971 H, 1971
  - Deutscher Vizemeister (2): 1969, 1976 H  T
- Feldhandball-Europapokalsieger (3): 1968, 1969, 1970
  - Vize-Europapokalsieger der Pokalsieger (1): 1976 H  T